# 바보 같은 사나이
"바보 같은 사나이"는 한국에서 제작된 편거영 감독의 1971년 영화이다. 박노식 등이 주연으로 출연하였고 전석진 등이 제작에 참여하였다.

## 출연
- 박노식